# دانيال دوبويس (سياسي)
دانيال دوبويس (بالفرنسية: Daniel Dubois)‏ هو سياسي فرنسي، ولد في 5 فبراير 1952 في فرنسا. حزبياً، نشط في الاتحاد من أجل الديمقراطية الفرنسية.

## مناصب
- انتخب رئيس المجلس العام  [لغات أخرى]‏ (1 أبريل 2004 – 1 أبريل 2008).
- انتخب رئيس بلدية [الإنجليزية]‏ (19 مارس 1989 – 30 سبتمبر 2004).
- انتخب عضو المجلس العام  [لغات أخرى]‏ عن دائرة Canton of Ailly-le-Haut-Clocher [الإنجليزية]‏ (22 مارس 1998 – 2 أبريل 2015).
- انتخب عضو مجلس الشيوخ الفرنسي وقد انضم خلال فترته النيابية (1 أكتوبر 2004 – ) للكتلة البرلمانية Centrist Union group [الإنجليزية]‏.